# Élisabeth Bost
Pour les articles homonymes, voir Bost.
Élisabeth Bost, née le 28 février 1979 à Périgueux, est une journaliste, chroniqueuse et animatrice de télévision française.

## Biographie
Élisabeth Bost a étudié à Paris au CELSA. Elle obtient ensuite une maîtrise en information et communication à l'université de la Sorbonne.
En 1998, dans le cadre de ses études, Élisabeth Bost effectue un stage dans la société de production Réservoir Prod, détenue par Jean-Luc Delarue. Jean-Luc Delarue la remarque, ce qui lance sa carrière. Elle devient journaliste pour l'émission La quotidienne programmée sur Téva. En 2006 elle a un enfant avec Jean-Luc Delarue.
Élisabeth Bost revient sur les chaînes de France Télévision et devient chroniqueuse dans l'émission Y'a un début à tout présentée par Daniela Lumbroso.
M6 la repère et lui propose de présenter le magazine féminin Belle et Zen.
Après avoir coécrit un livre, Le geste et la parole des métiers de l'Art, Élisabeth Bost revient sur France 2 pour animer Le Grand Zapping de l'Humour (elle a été remplacée ensuite par Thierry Beccaro). La chaîne fait également appel à elle pour coprésenter avec Patrice Laffont une émission en prime time, La télé de A à Z puis est partie sur LCI.
Elle écrit ensuite une pièce de théâtre intitulée Jour de neige, jouée au Palais des glaces, ainsi que des séries pour la télévision.
En 2010, elle rejoint Direct 8  pour présenter À vos recettes, du lundi au jeudi à 11 h 30, puis rejoint Stylia pour y présenter Prêt à porter tout de suite.
Entre 2012 et 2016, elle coanime Le Grand 8 sur D8 aux côtés de Laurence Ferrari, Roselyne Bachelot, Audrey Pulvar, Hapsatou Sy et Aïda Touihri,.
En 2013, elle présente l'émission de mode et de tendances À la vie, à la mode, sur Stylia.
Lors de la saison 2016/2017, elle participe à l'émission dominicale Punchline de C8 où elle décrypte chaque semaine un mot faisant référence à l'actualité politique.
S'inspirant de l'histoire de son fils ayant perdu son père quand il était enfant, elle signe en 2019 un documentaire pour France 5 nommé Destins d'orphelin consacré à des jeunes qui ont perdus un de leurs parents et à la souffrance d'en parler. Deux ans après, elle co-écrit avec Karine Dusfour : Grandir avec l'absence, qui raconte l'histoire de célébrités, orphelins de mère ou de père.
Par ailleurs, elle est aussi scénariste pour la série télévisée de TF1, Demain nous appartient

### Vie privée
Elle a été la compagne de Jean-Luc Delarue, de 2005 à 2009, avec qui elle a eu un fils prénommé Jean, né le 21 octobre 2006. En 2020, elle s'est remariée.

## Télévision
- Du 2 mars 2003 au 1er juillet 2007 : Belle & Zen sur M6
- 2010 : À vos recettes sur Direct 8
- De 2010 à 2012 : Prêt à porter tout de suite sur Stylia
- De 2013 à 2014 : À la vie, à la mode sur Stylia
- De 2012 à 2016 : Le Grand 8 sur D8